# Al-Fayruziyah
al-Fayruziyah (tiếng Ả Rập: الفيرزية) là một ngôi làng nhỏ ở phía bắc tỉnh Aleppo, tây bắc Syria. Nó nằm trên đồng bằng Queiq, 9 kilômét (5,6 mi) phía đông Azaz, 40 km (25 mi)     phía bắc thành phố Aleppo và 8 km (5,0 mi) phía nam biên giới với tỉnh Kilis của Thổ Nhĩ Kỳ.
Ngôi làng hành chính thuộc về Nahiya Azaz ở quận Azaz. Các địa phương lân cận bao gồm Nayarah 3 km (1,9 mi) về phía tây và Yahmul 2 km (1,2 mi) về phía nam. Trong cuộc điều tra dân số năm 2004, al-Fayruziyah có dân số 88.